# Campeonato Mundial de Snowboard de 2011
El IX Campeonato Mundial de Snowboard se celebró en la estación pirenaica de La Molina (España) entre el 15 y el 23 de enero de 2011 bajo la organización de la Federación Internacional de Esquí (FIS) y la Real Federación Española de Deportes de Invierno. 
Todas las pruebas se realizaron en La Molina, a excepción del salto grande o big air masculino, la primera competición del evento, que se efectuó en una pista construida para la ocasión en el Palau Sant Jordi de Barcelona.

## Medallistas

### Masculino
| Evento                           | Oro                                  | Plata                                   | Bronce                                  |
| -------------------------------- | ------------------------------------ | --------------------------------------- | --------------------------------------- |
| Eslalon paralelo (21.01)         | Benjamin Karl · Austria              | Simon Schoch · Suiza                    | Rok Marguč Eslovenia                    |
| Eslalon gigante paralelo (19.01) | Benjamin Karl · Austria              | Rok Marguč Eslovenia                    | Roland Fischnaller · Italia             |
| Campo a través (18.01)           | Alex Pullin Australia                | Seth Wescott Estados Unidos             | Nate Holland Estados Unidos             |
| Halfpipe (20.01)                 | Nathan Johnstone Australia 26,8 pts. | Iouri Podladtchikov · Suiza · 26,2 pts. | Markus Malin · Finlandia · 24,3 pts.    |
| Big air (15.01)                  | Petja Piiroinen · Finlandia · 51,7   | Seppe Smits · Bélgica · 48,9            | Rocco van Straten · Países Bajos · 47,4 |
| Slopestyle (22.01)               | Seppe Smits · Bélgica · 28,7         | Niklas Mattsson · Suecia · 28,1         | Ville Paumola · Finlandia · 26,2        |

1. ↑  El ganador de la medalla de plata, el canadiense Zachary Stone, fue descalificado por dopaje, su medalla pasó al belga Seppe Smits, y la de bronce al neerlandés Rocco van Straten.[1]

### Femenino
| Evento                           | Oro                                | Plata                                     | Bronce                            |
| -------------------------------- | ---------------------------------- | ----------------------------------------- | --------------------------------- |
| Eslalon paralelo (21.01)         | Hilde-Katrine Engeli · Noruega     | Nicolien Sauerbreij · Países Bajos        | Claudia Riegler · Austria         |
| Eslalon gigante paralelo (19.01) | Aliona Zavarzina · Rusia           | Claudia Riegler · Austria                 | Doris Günther · Austria           |
| Campo a través (18.01)           | Lindsey Jacobellis Estados Unidos  | Nelly Moenne-Loccoz Francia               | Dominique Maltais · Canadá        |
| Halfpipe (20.01)                 | Holly Crawford Australia 26,7 pts. | Ursina Haller · Suiza · 23,4 pts.         | Liu Jiayu China 22,5 pts.         |
| Slopestyle (22.01)               | Enni Rukajärvi · Finlandia · 28,2  | Šárka Pančochová · República Checa · 25,2 | Shelly Gotlieb Nueva Zelanda 21,6 |

## Medallero
| Núm. | País            | Oro | Plata | Bronce | Total |
| ---- | --------------- | --- | ----- | ------ | ----- |
| 1    | Australia       | 3   | 0     | 0      | 3     |
| 2    | Austria         | 2   | 1     | 2      | 5     |
| 3    | Finlandia       | 2   | 0     | 2      | 4     |
| 4    | Estados Unidos  | 1   | 1     | 1      | 3     |
| 5    | Bélgica         | 1   | 1     | 0      | 2     |
| 6    | Noruega         | 1   | 0     | 0      | 1     |
| 6    | Rusia           | 1   | 0     | 0      | 1     |
| 8    | Suiza           | 0   | 3     | 0      | 3     |
| 9    | Eslovenia       | 0   | 1     | 1      | 2     |
| 9    | Países Bajos    | 0   | 1     | 1      | 2     |
| 11   | Francia         | 0   | 1     | 0      | 1     |
| 11   | República Checa | 0   | 1     | 0      | 1     |
| 11   | Suecia          | 0   | 1     | 0      | 1     |
| 14   | Canadá          | 0   | 0     | 1      | 1     |
| 14   | China           | 0   | 0     | 1      | 1     |
| 14   | Italia          | 0   | 0     | 1      | 1     |
| 14   | Nueva Zelanda   | 0   | 0     | 1      | 1     |
|      | TOTAL           | 11  | 11    | 11     | 33    |